# Compositiones
Als Compositiones bzw. Compositiones medicamentorum wird die Mitte des 1. Jahrhunderts verfasste umfangreiche Sammlung medizinischer (pharmakotherapeutischer) Rezepte des römischen Arztes Scribonius Largus in lateinischer Sprache bezeichnet.